# Fuera de la ley
Fuera de la ley ist ein spanisch-französischer Western aus dem Jahr 1964, ein Vorläufer der Italowestern, der sich in Story und Erzählweise stark an US-amerikanischen Vorbildern anlehnt.

## Inhalt
Billy Carter lebt mit seinen Eltern auf der heimatlichen Farm. Als ein Streit um Land zwischen seinem Vater und dem reichen Nachbarn Jon Pryce dazu führt, dass letzterer Schläger schickt, um seine Forderungen zu unterstreichen, wird Billy in die Stadt geschickt, um beim Sheriff Hilfe zu holen. Dieser zögert jedoch; bei seiner Rückkehr findet Billy seinen Vater ermordet und seine Mutter verletzt, das Haus niedergebrannt vor. Gegen die Meinung des Sheriffs, es handele sich um einen Unfall, macht sich Billy auf, die Verantwortlichen zu suchen. Er findet sie in Person des von Price angeheuerten Black Jack und seiner Bande. Carter gelingt es, nacheinander die Mitglieder auszuschalten, bis er den Oberschurken im siegreichen Duell stellen kann.

## Sonstiges
- Der Film wird oftmals als eine Billy-the-Kid-Verfilmung beschrieben (so auch bei Bruckner: Für ein paar Leichen mehr[1] und im englischen Titel Billy the Kid), was nicht zutrifft.

- Unter demselben Titel existiert auch ein argentinischer Film aus dem Jahr 1937; daneben ist es der spanische Titel von Der Texaner.

- Im Film sind zwei Lieder zu hören, Ride along und Spiritual, gesungen von John Littleton.[2]